# Carex phyllocaula
Carex phyllocaula är en halvgräsart som beskrevs av Ernest Nelmes. Carex phyllocaula ingår i släktet starrar, och familjen halvgräs. Inga underarter finns listade i Catalogue of Life.